# Quetzen
Quetzen ist ein Ortsteil der Stadt Petershagen im Kreis Minden-Lübbecke der am 31. Dezember 2022 998 Einwohner hatte.

## Geografie
Quetzen besteht aus den sechs Ortsteilen Heide, Heue, Masloh, Spiekerberg, Teich und Timpen. Quetzen liegt zum größten Teil auf einer Anhöhe des mittleren Wesertales und wird von den Bächen Gehle und Riehe durchflossen. Im Zentrum des Dorfes liegt der Birkenkampwald, außerdem wird Quetzen vom Schaumburger Wald gesäumt. Die Orte Lahde, Bierde und Frille grenzen an Quetzen. Im Südosten grenzt der Ort an Niedersachsen.

## Geschichte
Die erste urkundliche Erwähnung Quetzens fand im Jahre 1265 in einer Urkunde des Loccumer Klosters statt. Damals wurde es noch Quedel(hau)sen genannt, was sich aus Quithilo, einem Vornamen und -hausen für Siedlung ableitet. Eine andere Deutung besagt, dass sich der Ortsname vom mittelhochdeutschen Wort für Ketzer ableitet. In der Vergangenheit standen die Einwohner unter der Lehnsherrschaft des Klosters Loccum und hatten zudem Dienste für das Schloss Petershagen zu leisten. Quetzen gehörte bis zu den Napoleonischen Kriegen zur Vogtei Windheim im Amt Petershagen des Fürstentums Minden. Der Ort gehörte von 1807 bis 1813 zum Kanton Windheim des napoleonischen Satellitenstaats Königreich Westphalen und kam 1816 zum neuen Kreis Minden. Am 12. Juni 1845 brannte der Ortsteil Teich mit 7 Bauernhöfen durch eine verheerende Feuersbrunst fast vollständig ab.
Bis 1972 bildete Quetzen eine Gemeinde im Amt Windheim des Kreises Minden. Bevor die Gemeinde bei der kommunalen Neugliederung am 1. Januar 1973 Teil der Stadt Petershagen wurde, hatte sie eine Fläche von 7,82 km² sowie 905 Einwohner (31. Dezember 1972).

## Politik
Ortsbürgermeister ist Marvin Waidmann (CDU).

## Wirtschaft und Infrastruktur
In Quetzen sind hauptsächlich selbstständige Dienstleistungsunternehmen und nur noch wenige landwirtschaftliche Betriebe anzutreffen. Industrie und Einzelhandel wurden im Laufe der Zeit immer mehr in den Nachbarort Lahde verlagert. Die Zahl der Nebenerwerbslandwirte ist stark gestiegen, während die Zahl der Haupterwerbslandwirte abnahm.
In Quetzen war die einzige Förderschule der Stadt Petershagen, die Birkenkampschule angesiedelt.